# اجتناب‌ناپذیری پدرسالاری
اجتناب‌ناپذیری پدرسالاری (انگلیسی: The Inevitability of Patriarchy) کتابی است که توسط استیون گلدبرگ توسط ویلیام مورو و شرکت در سال ۱۹۷۳ منتشر شده‌است. نظریه ارائه شده توسط گلدبرگ این است که سازمان اجتماعی که با سلسله مراتب چیرگی مرد مشخص می‌شوند ممکن است با تفاوت‌های زیست‌شناسی بین مردان و زنان (دودیسی جنسی) توضیح داده شود، که نشان می‌دهد تسلط مرد (پدرسالاری) می‌تواند اجتناب‌ناپذیر باشد.